# Paw, un garçon entre deux mondes
Pour plus de détails, voir Fiche technique et Distribution.
Paw, un garçon entre deux mondes (Paw) est un film danois d'Astrid Henning-Jensen sorti en 1959.

## Synopsis
Un garçon originaire des Caraïbes, affecté par la mort de ses parents et de sa tante, s'échappe dans la forêt danoise...

## Fiche technique
- Titre : Paw, un garçon entre deux mondes
- Titre original : paw
- Réalisateur : Astrid Henning-Jensen
- Scénario : Astrid Henning-Jensen et Bjarne Henning-Jensen d'après le roman de Torry Gredsted
- Producteur : Mogens Skot-Hansen
- Musique : Herman D. Koppel
- Pays d'origine : Danemark
- Format : Couleurs
- Genre :  drame
- Durée : 93 min
- Date de sortie : 1959

## Distribution
- Edvin Adolphson : Anders
- Jimmy Sterman : Paw
- Asbjørn Andersen : Gutsbesitzer
- Ninja Tholstrup : Yvonne
- Helge Kjærulff-Schmidt : Lehrer

## Distinctions
Le film a été présenté en sélection officielle en compétition au Festival de Cannes 1960.